# ني
ني هو لاعب كرة قدم برازيلي في مركز الوسط، ولد في 14 يونيو 1991 في كويابا في البرازيل. لعب مع ميرامار ميشنس ونادي دانوبيو.

## وصلات خارجية
- ني على موقع Soccerway.com (الإنجليزية)